# FLP Be 4/8-20
De Be 4/8 en Be 4/12 is een elektrisch treinstel met lage vloer deel bestemd voor het regionaal personenvervoer van de Ferrovia Lugano–Ponte Tresa (FLP).

## Geschiedenis
Het treinstel werd door Schweizerische Industrie-Gesellschaft (SIG) / Brown, Boveri & Cie (BBC) ontworpen en gebouw voor de volgende spoorwegondernemingen Solothurn-Zollikofen-Bern-Bahn (SZB), Vereinigte Bern-Worb Bahnen (VBW)), Lugano–Ponte Tresa-Bahn (FLP) en Ferrovie autolinee regionali ticinesi (FART).
Inmiddels werden twee treinen van de Ferrovie autolinee regionali ticinesi (FART) overgenomen en behielden hun nummer: Be 4/8: 41 en 42 .

## Constructie en techniek
Deze trein is opgebouwd uit een stalen frame. De trein is opgebouwd uit een motorwagen en stuurstandrijtuig. Deze treinstellen kunnen tot drie stuks gecombineerd rijden.
Het extra rijtuig met lagevoerdeel werd door het consortium van Stadler Rail en Bombardier Transportation gebouwd. Dit rijtuig werd in alle 5 treinen bij geplaatst.
De Be 4/8 werden bij een revisie tussen 2002 en 2008 voorzien van een extra rijtuig met lagevloerdeel en werden hierdoor aangeduid als Be 4/12. Het gaat hierbij om de volgende treinen:
- 21 - 25

## Treindiensten
De treinen werden tot 2021 door de Ferrovia Lugano–Ponte Tresa (FLP) ingezet op het traject:
- Spoorlijn Lugano - Ponte-Tresa